# 세키레이
《세키레이》(セキレイ)는 고쿠라쿠인 사쿠라코의 일본 만화 및 애니메이션이다.
청년 만화잡지 《영 간간》에 2004년 창간호부터 2015년 17호까지 연재되었다. 젊은 남성층을 겨냥한 에로물의 성격이 짙다. 애니메이션은 구사카와 게이조 감독, 세븐 아크스 제작으로 2008년 7월 ~ 9월까지 일본에서 12화 분량으로 방영되었다. 주인공은 대학 삼수생 사하시 미나토로, 어느 날 난데없이 하늘에서 떨어진 여자아이, 무스비와의 만남으로 운명이 바뀌게 된다. 무스비는 인공적으로 창조된 존재 세키레이로, 또 다른 세키레이들과 맞서 싸울 운명을 지고 있다.

## 줄거리
세키레이들이 열도 안에서 싸우게 된다.
스토리 상으로는 최후의 1명이 그의 주인과 함께 날아오른다고 나와있다.
세키레이는 약 108명이 있으며 세키레이끼리의 전투에서 승리하려면 상대를 쓰러트려야 한다.
한 사람은 여러 세키레이를 소유할 수가 있다.

## 등장인물
사하시 미나토 : 주인공이지만 삼수생. 대학교 진학을 위해 자취하던 중 세키레이들과 만나게 된다. 현재는 이즈모장에서 세키레이들과 함께 살고 있다. 공부실력은 매우 뛰어나나 소심해서 시험을 잘 못보는 편이다. 소심하지만 사람들을 잘 믿는 순진한 성격의 소년주인공이다. 북쪽 아시카비 세력중 가장 크기 때문에 북쪽의 아시카비라고도 불린다. 무슨일을 해도 잘 안되는 그런 타입이지만, 무스비를 만나고 나서부터 천천히 자신감을 찾아가게 된다. 겁이 많은 듯 싶으나 정의감이 넘치고 모두에게 친절한 성격을 지니고 있다.
-성우 : 타치바나 신노스케
무스비 : 세키레이 No.88. 미나토가 처음으로 각성시킨 세키레이이다. 활발하고 적극적인 성격이라 미나토를 좋아하는 마음을 숨김없이 직접적으로 표현한다. 마음씨는 착하지만 의외로 호전적이며, 보기와 달리 괴력과 스태미너를 겸비하고 있다. 당연히 전투 스타일도 육탄전이 특기이다. 주먹으로 싸우는 '주먹계' 세키레이이다. 미나토를 좋아하는 것으로는 둘째가라면 서러울 캐릭터이다. 굉장히 활동적이나 밥을 먹지않으면 움직이지 못한다는 단점이 있다. 미나토와는 다르게 모든 일에 의욕적이고 내성적이었던 미나토를 활동적인 성격으로 이끌어주는 직접적인 역할을 하게 된다.
-성우 : 하야미 사오리
쿠사노 : 세키레이 No.108. 로리속성 캐릭터. 숲의 소녀. 1기에서는 쿠사노를 둘러싸고 격전이 벌어졌다만, 역시 사하시 미나토와 계약을 했다. 미나토를 오빠라 부르며 따라다닌다. 세키레이 조정이 덜 끝난 상태에서 해방되었기 때문에 로리라고 한다. 식물을 다루는 것이 능력. 식물의 성장도 조절이 가능하다. 외로움을 잘 타는 어린아이처럼 보이지만, 보기보다는 꽤 의젓한 데가 있다.
-성우 : 하나자와 카나
마츠 : 세키레이 No.02. 미나토의 세 번째 세키레이로, M.B.I에 의해 쫓기던 중 미야를 만나 이즈모 맨션 201호에서 살게 되었다. 지적호기심이 왕성하며, 극비 정보를 빼내거나 계략을 짜내는 등 주로 두뇌전이 특기이다. 아저씨 개그나 야한 농담을 좋아하고, 미나토에게도 기회만 생기면 작업을 걸어오는 것이 특기. 1대 징벌부대 중 하나로, 능력은 어떤 전자기기에도 접속이 가능하다는 것이다. 정보와 해킹에 능하고 정보전에 강하다. 실제 전투에서는 그리 큰 도움은 안되는 듯... 안경속성이다.
-성우 : 엔도 아야
츠키우미 : 세키레이 No.09. 물을 조종하는 능력을 지니고 있는 미나토의 네 번째 세키레이이며 츤데레이다. 번호에서 알 수 있듯이 엄청나게 높은 전투력을 지니고 있다. 인간을 싫어하고 아시카비도 싫어하여 죽이려고까지 하지만, 미나토와 함께 지내면서 점차 생각이 바뀌어 간다. 말투나 행동이 조금 고풍스러운 면이 있다.
-성우 : 이노우에 마리나
카제하나 : 세키레이 No.03. 미나토의 다섯 번째 세키레이가 되는 요염한 분위기의 미녀이다. 상당한 기분파로 싸우는 것보다는 술을 마시는 쪽이 더 좋다는 애주가. 바람을 조종하는 능력을 지니고 있으며, 각성하기 전에도 상당한 힘을 자랑한다. 전 징벌부대중 한명으로서 누님계.
-성우 : 유카나
호무라 : 세키레이 No.06. 세키레이의 가디언이다. 우화(계약)을 하는 것을 싫어하며, 우화전의 세키레이를 돌보아주는 역할을 하고 있다. 능력은 불을 사용하는 것. 상당히 불안정하기 때문에 가끔 능력이 폭주를 일으키기도 한다. 최후까지 우화를 하지 않은 세키레이였으나 결국 미나토의 세키레이가 된다. 원래는 남성형이었는데 본디 불완전한 상태였던지라 성별이 정해지지 않아 미나토와 접촉한 이후 여성형이 되어버렸다.
-성우 : 카이다 유키
아사마 미야 : 세키레이 No.01. 전 징벌부대 대장. 현재는 이즈모장의 안주인이다. 북쪽의 귀녀라 불리는 무시무시한 실력의 세키레이이지만, 게임에는 참가를 하지 않고 있다. 언제나 전통옷을 입고 있으며 싹싹한 성격으로 다른 이들을 잘 챙겨 주지만, 한번 화를 내면 무척 무섭다. 항상 미소를 짓고 있지만, 웃으면서 타인의 가슴에 비수를 꽂는 말을 아무렇지 않게 할 때도 있다.
-성우 : 오오하라 사야카
우즈메 : 세키레이 No.10. 이즈모 맨션 203호에 살고 있는 세키레이. 아시카비는 병약한 소녀 '키호'. '베일의 세키레이'라고도 불린다. 낙천적이며 밝고 활달한 성격의 소유자로, 미나토를 놀려먹는 것이 취미이다.
-성우 : 나바타메 히토미
세오 카오루 : 미나토가 아르바이트를 하던 공사현장에서 만나 알게 되어 친해진 남자. 현재 대학6년생으로, 최근에는 거의 학교에 나가고 있지 않은 모양이다. 주위에 민폐란 민폐는 다 끼치고 다니는 타입. 실은 히카리와 히비키의 아시카비로, 다른 아시카비들과 달리 무언가 특수한 능력을 갖고 있는 듯도 하다.
-성우 : 코니시 카츠유키
히카리 : 세키레이 No.11. 히비키와 쌍둥이 세키레이로, 아직 각성하지 못한 세키레이들 만을 골라서 노리고 있다. 평소에는 아르바이트를 하며 무능력의 극치인 아시카비를 보양 중이다. 성질이 격한 편이다.
-성우 : 카이다 유코
히비키 : 세키레이 No.12. 히카리와 쌍둥이 세키레이로, 주로 성질이 급한 히카리를 진정시키는 역할을 담당한다. 주인을 잘못 만나 고생하고 있다.
-성우 : 네야 미치코
미나카 히로토 : 세계 유수의 거대 기업인 M.B.I의 사장으로, 세키레이 계획을 발동시킨 장본인이다. 스스로를 "게임마스터"라 칭하며 적극적으로 세키레이 계획을 끌어나가고 있다.
-성우 : 세키 토시히코
카라스바 : 세키레이 No.04. '검은 세키레이'라는 별명을 지니고 있는 징벌부대의 리더로 세키레이를 숙청하는 일을 담당하고 있다. 성격은 상당히 잔혹한 편으로, 다른 세키레이들에게 두려움의 대상으로 군림하고 있다.
-성우 : 박로미
사하시 타카미 : 미나토의 어머니. 미나카 히로토와는 대학교 시절부터의 악연으로, 현재 세키레이 계획의 주임을 맡고 있다. 대범하면서도 과격한 성격의 소유자이다.
-성우 : 이토 미키
사하시 유카리 : 미나토의 여동생. 두 살 아래로 현재 대학교 1학년이다. 우연히 만난 시이나의 아시카비가 되어, 쿠사노를 찾고 있는 시이나에게 협력하기 위해 세키레이 계획에 참가하였다. 실수가 잦은 오빠를 구박하거나 비난할 때도 있지만 정말로 싫어하는 것은 아닌 모양이다.
-성우 : 아스미 카나
시이나 : 세키레이 No.107. 수가 무척 적은 남자 세키레이로, 눈이 번쩍 뜨일만한 미소년이다. 쿠사노와 사이가 무척 좋은 편으로, 쿠사노를 찾기 위해 유카리와 함께 세키레이 계획에 참전했다.
-성우 : 이시즈카 사요리
미코가미 하야토 : 세계 굴지의 재벌가인 미코가미 후계자인 아시카비 소년. 용모 단정한 미소년에 머리도 좋고 운동신경까지 좋은 완벽한 인간이다. 수집벽이 있어 세키레이 역시 닥치는 대로 수집하려고 한다.
-성우 : 후쿠야마 쥰
아키츠 : 세키레이 폐기넘버. 표정이 별로 없는 미코가미 하야토의 세키레이. 다른 세키레이들과 달리 볼에 진홍색의 세키레이 문양을 갖고 있다.
-성우 : 코바야시 유우
미츠하 : 세키레이 No.38. 미코가미 하야토의 세키레이로, 성질이 급하며 건방지다.
-성우 : 야하기 사유리

## 애니메이션
2008년 7월부터 9월까지 독립UHF국에서 방송되었다. 총 12화이다.

### 주제가
오프닝 곡〈세키레이(セキレイ)〉
작사：야스카와쇼우고, 작·편곡：고사키 사토루(MONACA), 노래：무스비(하야미 사오리)·츠키우미(이노우에 마리나)·쿠사노(하나자와 카나)·마츠(엔도 아야)
엔딩 곡〈Dear sweet heart〉(2화 ~ 10화, 12화)
작사：야스카와쇼우고, 작·편곡：고사키 사토루, 노래：무스비(하야미 사오리), 츠키우미(이노우에 마리나), 쿠사노(하나자와 카나), 마츠(엔도 아야)
엔딩 곡〈너를 생각할 때(きみを想うとき)〉(11화)
작사：야스카와쇼우고, 작·편곡：오카베 게이치(MONACA), 노래：무스비(하야미 사오리)

### 방영 목록
| 화수 | 부제 (원제/풀이) | 부제 (원제/풀이)   | 방영일          |
| ---- | ---------------- | ------------------ | --------------- |
| 1    | セキレイ         | 세키레이           | 2008년 7월 2일  |
| 2    | 新屋ノ扉         | 신옥의 문          | 2008년 7월 9일  |
| 3    | 緑ノ少女         | 녹색의 소녀        | 2008년 7월 16일 |
| 4    | 出雲荘奇談       | 이즈모장 괴담      | 2008년 7월 23일 |
| 5    | 水ノ鶺鴒         | 물의 세키레이      | 2008년 7월 30일 |
| 6    | 出雲荘花軍       | 이즈모장 꽃놀이    | 2008년 8월 6일  |
| 7    | 黒ノ鶺鴒         | 검은 세키레이      | 2008년 8월 13일 |
| 8    | 閉ジタ帝都       | 폐쇄된 제도        | 2008년 8월 20일 |
| 9    | 比礼ト風         | 베일과 바람        | 2008년 8월 27일 |
| 10   | 脱出前夜         | 탈출 전야          | 2008년 9월 3일  |
| 11   | 鶺鴒紋消失       | 세키레이 문양 소실 | 2008년 9월 10일 |
| 12   | 縁ノ鶺鴒         | 인연의 세키레이    | 2008년 9월 17일 |